# Jan Norback
Jan Norback (Hudiksvall, 6 marzo 1956) è un ex tennista svedese.

## Carriera
In carriera ha vinto un titolo nel singolare, lo Zurich Grand Prix del 1977. Nei tornei del Grande Slam ha ottenuto il suo miglior risultato raggiungendo il terzo turno nel singolare all'Open di Francia nel 1981.
In Coppa Davis ha giocato 3 partite, ottenendo 2 vittorie e una sconfitta.

## Statistiche

### Singolare

#### Vittorie (1)
| Numero | Anno            | Torneo                    | Superficie | Avversario in finale | Punteggio |
| 1.     | 1º gennaio 1978 | Zurich Grand Prix, Zurigo | Cemento    | Jacek Niedzwiedzki   | 7-5, 6-2  |